# Cao Xương, Turfan
Cao Xương (Uyghur: قاراھوجا‎, ULY: Qarahoja ; tiếng Trung: 高昌; bính âm: Gāochāng), là một khu trên một vùng ốc đảo thuộc địa cấp thị Turpan, khu tự trị Tân Cương, Trung Quốc. Khu được hình thành vào ngày 12 tháng 4 năm 2015 sau khi Turpan được chuyển từ địa khu thành địa cấp thị. Khu hình thành trên cơ sở thành phố cấp huyện Turpan cũ.

## Thành phần dân cư năm 2010
| Dân tộc     | Số dân  | Tỷ lệ  |
| ----------- | ------- | ------ |
| Duy Ngô Nhĩ | 385.546 | 70.01% |
| Hán         | 128.313 | 23,3%% |
| Hồi         | 35.140  | 6,38%  |

### Hành chính
Quận Cao Xương được chia thành 13 đơn vị hành chính cấp hương, bao gồm 4 nhai đạo, 5 trấn và 4 hương. Ngoài ra còn có 2 đơn vị ngang cấp hương khác.
- Nhai đạo: Lão Thành Lộ (老城路街道), Cao Xương Lộ (高昌路街道), Bồ Đào Câu (葡萄沟街道), Hồng Liễu Hà (红柳河街道)
- Trấn: Thất Tuyền Hồ (七泉湖镇), Đại Hà Duyên (大河沿镇), Á Nhĩ (亚尔镇), Ngải Đinh Hồ (艾丁湖镇), Bồ Đào (葡萄镇)
- Hương: Cáp Đặc Khải Lặc (恰特卡勒乡), Nhị Bảo (二堡乡), Tam Bảo (三堡乡), Thắng Kim (胜金乡)

Đơn vị ngang cấp hương khác
- Binh đoàn 221 (兵团二二一团)
- Khu canh tác bảo tồn hạt giống gốc (原种场)